# Coleura
Coleura là một chi động vật có vú trong họ Dơi bao, bộ Dơi. Chi này được Peters miêu tả năm 1867. Loài điển hình của chi này là Emballonura afra Peters, 1852.

## Các loài
Chi này gồm các loài: